# Gare d'Aix-en-Provence
Cet article concerne la gare d'Aix-en-Provence (centre-ville). Pour la gare TGV, voir gare d'Aix-en-Provence TGV.
La gare d'Aix-en-Provence est une gare ferroviaire française, située sur le territoire de la commune d'Aix-en-Provence, sous-préfecture du département des Bouches-du-Rhône. Elle est desservie uniquement par les trains et les cars du réseau de transport express régional (TER).
Mise en service en 1856 et relocalisée à son emplacement actuel en 1877, elle est l'une des deux gares desservant la ville. L'autre, desservie par les TGV de la LGV Méditerranée, est Aix-en-Provence TGV, implantée à environ 15 km au sud-ouest du centre-ville.

## Situation ferroviaire
Gare de bifurcation, elle est située au point kilométrique (PK) 408,274 de la ligne de Lyon-Perrache à Marseille-Saint-Charles (via Grenoble) et au PK 25,178 de la ligne de Rognac à Aix-en-Provence exploitée en trafic fret. Son altitude est de 177 m.
La gare possède 4 quais : le quai no 1 qui mesure 234 mètres, le quai no 2 long de 220 m, le quai A de 220 m et le quai B de 140 mètres.

## Histoire
C'est en 1832 qu'est lancée l'idée d'une « route de fer allant du Havre à Marseille » , qui « servirait de base à une réédification de toutes les communications du royaume ». Dès lors, de nombreux projets sont avancés concernant la région provençale. En 1836, la municipalité d'Aix-en-Provence exprime son refus de voir une voie ferrée traverser son territoire. Finalement, la section de Marseille - Avignon est ouverte en 1847 via l'étang de Berre et Arles. Ni Aix ni Salon ne sont desservis.
En 1845 cependant, les habitants d'Aix, refusant de faire le détour par Marseille pour se rendre à Lyon ou Paris, obtiennent la construction d'un embranchement depuis l'étang de Berre vers Aix-en-Provence par la vallée de l'Arc, avec prolongement ultérieur vers le bassin minier de Gardanne et Fuveau. La ligne de Rognac à Aix-en-Provence sera ouverte le 10 octobre 1856. Ce sera la première ligne de chemin de fer desservant Aix. La gare terminus d'Aix était établie à proximité immédiate du centre-ville, en cul-de-sac, adossée à la place dite de la Rotonde.
Un embranchement, partant en rebroussement de cette gare, fut établi d'Aix à Meyrargues quelques années plus tard. La ligne directe Aix - Marseille ne sera construite qu'en 1877, comme section terminale de la ligne de Lyon à Marseille du PLM via Grenoble et la vallée de la Durance. Cette ligne nécessita la construction d'une gare de transit, qui fut établie un peu plus au sud : c'est l'actuelle gare d'Aix-en-Provence (ville). L'ancienne gare terminus devint une gare de marchandises. Un siècle plus tard, le trafic marchandises étant décidément restreint, la gare marchandises, ancienne première gare d'Aix, fut rasée et remplacée par une gare routière, devenue un parking, et enfin depuis 2007, un centre commercial à ciel ouvert, les Allées Provençales.

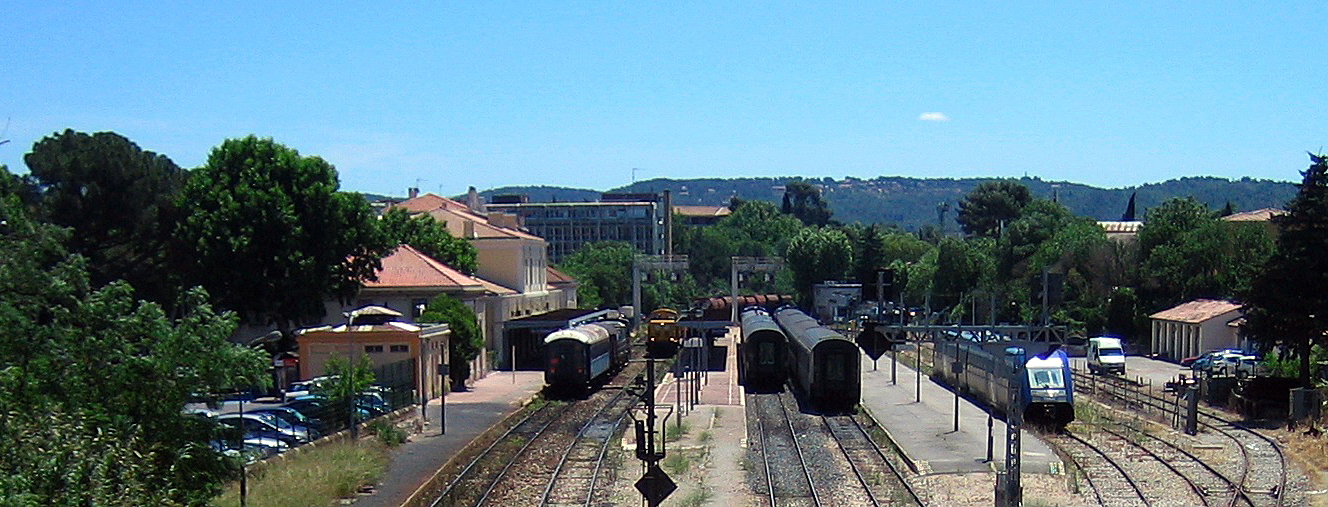
La gare, avant les travaux de 2007.

La ligne de Marseille à Aix a été neutralisée de janvier 2007 à décembre 2008 pour rénovation complète (doublement partiel de la voie, création de nouvelles gares, rénovation des anciennes). Pendant cette durée, seules les circulations reliant Marseille à Gap et Briançon, acheminées via Rognac, étaient assurées, maintenant en gare d'Aix un faible trafic voyageurs.
Depuis le 9 décembre 2008, Aix est redevenu la tête de ligne d'un trafic de type banlieue vers Marseille, à raison de deux trains par heure toute la journée, soit plus de 30 allers-retours quotidiens en semaine, auxquels s'ajoutent les liaisons vers Gap et Briançon (3 ou 4 allers-retours quotidiens). 
De 2018 à 2021, la Gare fait l'objet d'un renouvellement et d'une modernisation profonde de ses installations, dans le cadre de la deuxième phase des travaux de la ligne de Marseille à Aix engagés en 2008,. Les travaux réalisés ont notamment permis la création d'une 5ème voie à quai, la prolongation de la passerelle sur le 3ème quai, l'allongement des quais à 220 mètres, l'élargissement du pont ferroviaire sur l'avenue Robert Schuman et la création de deux voies de remisage.

## Fréquentation
De 2015 à 2023, selon les estimations de la SNCF, la fréquentation annuelle de la gare s'élève aux nombres indiqués dans le tableau ci-dessous.
| Année                               | 2015      | 2016      | 2017      | 2018    | 2019    | 2020    | 2021    | 2022    | 2023    |
| ----------------------------------- | --------- | --------- | --------- | ------- | ------- | ------- | ------- | ------- | ------- |
| Nombre de voyageurs                 | 1 011 615 | 998 093   | 1 106 279 | 769 147 | 542 347 | 189 752 | 276 414 | 603 811 | 776 483 |
| Nombre de voyageurs + non voyageurs | 1 076 187 | 1 061 802 | 1 176 893 | 818 241 | 576 965 | 201 864 | 294 057 | 642 352 | 826 046 |

## Services des voyageurs

### Accueil
C'est une gare avec du personnel permanent. Le bâtiment voyageurs dispose de guichets d'information et de vente des titres de transport, de distributeurs de billets régionaux et de bornes libre-service.

### Desserte

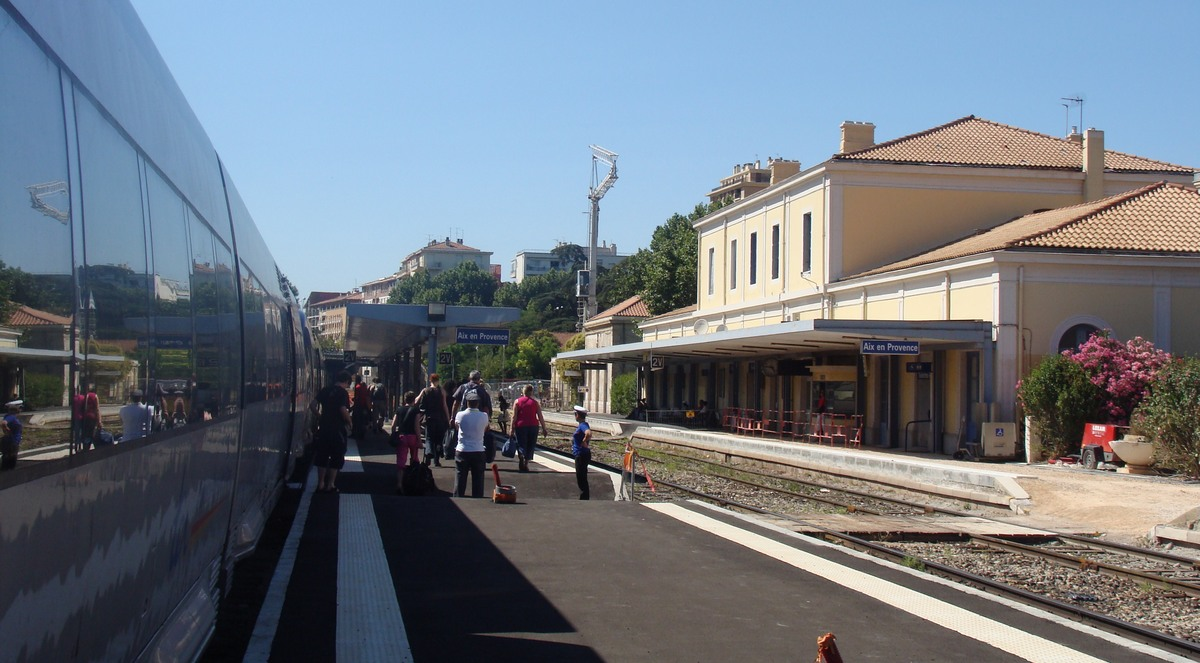
Un train à destination de Briançon, marquant l'arrêt en gare.

Aix-en-Provence est desservie par les trains TER PACA de la ligne no 12 de Marseille à Aix-en-Provence et Pertuis, et de la ligne no 13 de Marseille - Manosque - Gap - Briançon.
| Liaisons                                  | 2013      | 2014      | 2015      |
| ----------------------------------------- | --------- | --------- | --------- |
| Aix-en-Provence / Pertuis                 | 82 040    | 79 194    | 88 986    |
| Aix-en-Provence / Veynes - Dévoluy        | 713 430   | 696 825   | 709 750   |
| Marseille-Saint-Charles / Aix-en-Provence | 1 942 244 | 1 760 797 | 1 734 568 |

### Intermodalité
Une station de taxis se trouve devant la gare. Deux lignes d'« Aix en Bus » passent devant la gare et y ont un arrêt. La plupart des autres lignes du réseau passent à moins de 5 minutes à pied, soit sur le boulevard du Roi René, soit sur l'avenue des Belges. La gare routière d'où partent les lignes départementales (réseau Cartreize) ou régionales (LER PACA) se trouve à une dizaine de minutes à pied. Avant la création de la gare routière, les stationnements se faisaient le long du trottoir.

## À la télévision
Une courte scène de la mini-série Addict (2022) a été tournée sur le parvis de la gare. On y voit Élodie Marsais (Cécile Bois) être déposée près du bâtiment voyageurs, puis se diriger vers ce dernier.

## Galerie de photographies

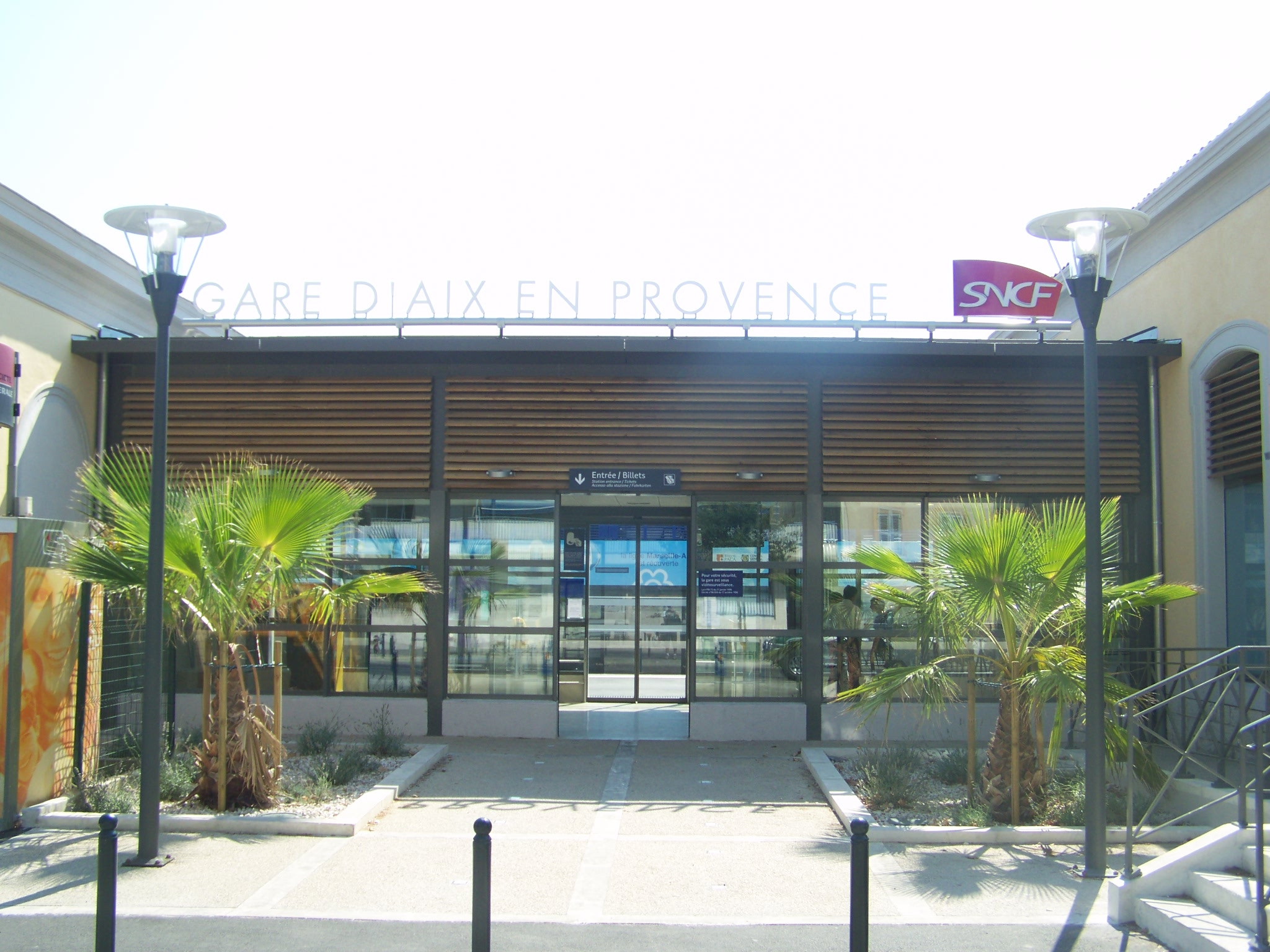
La nouvelle entrée de la gare.
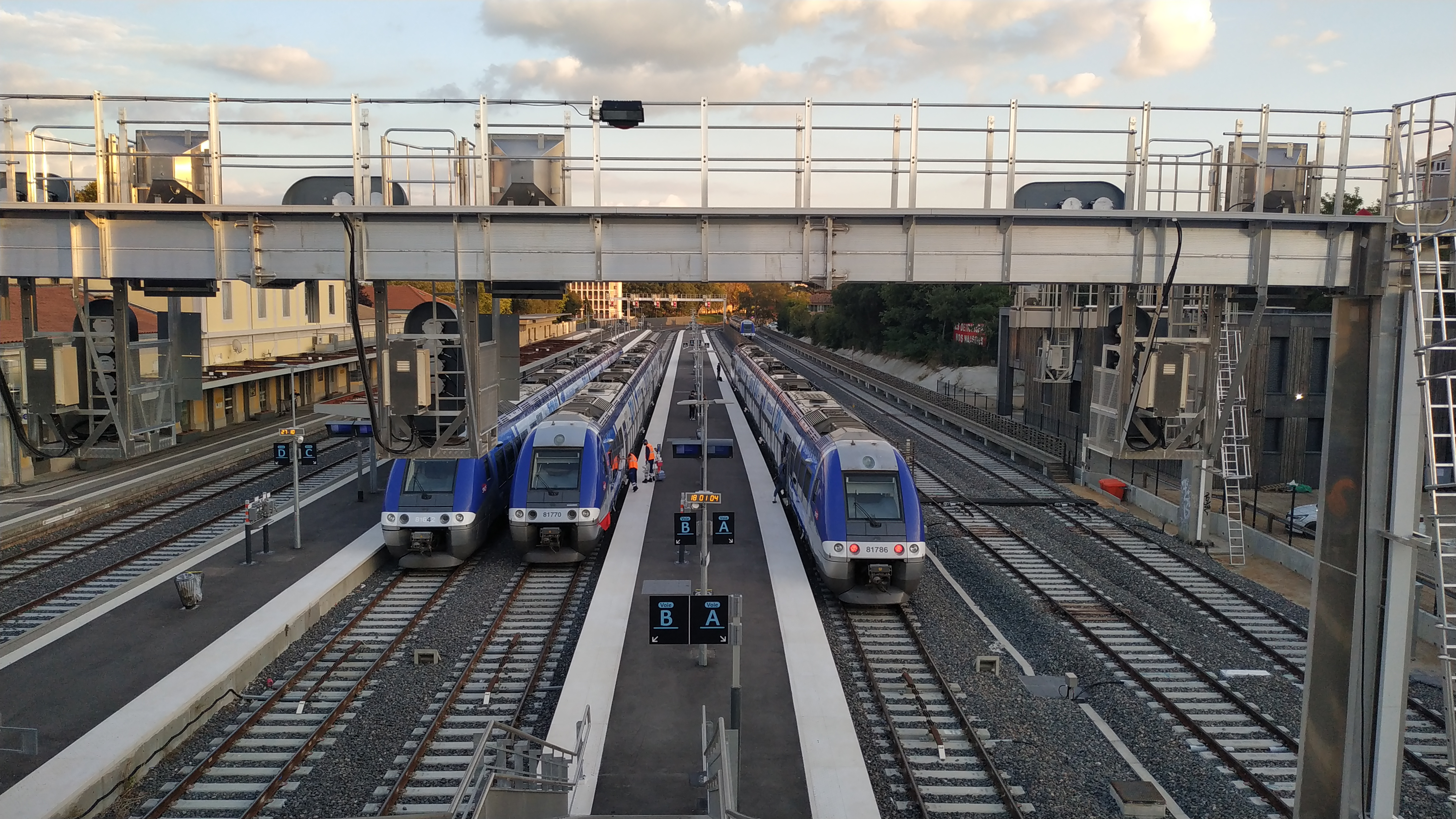
Les quais de la gare, rénovés.
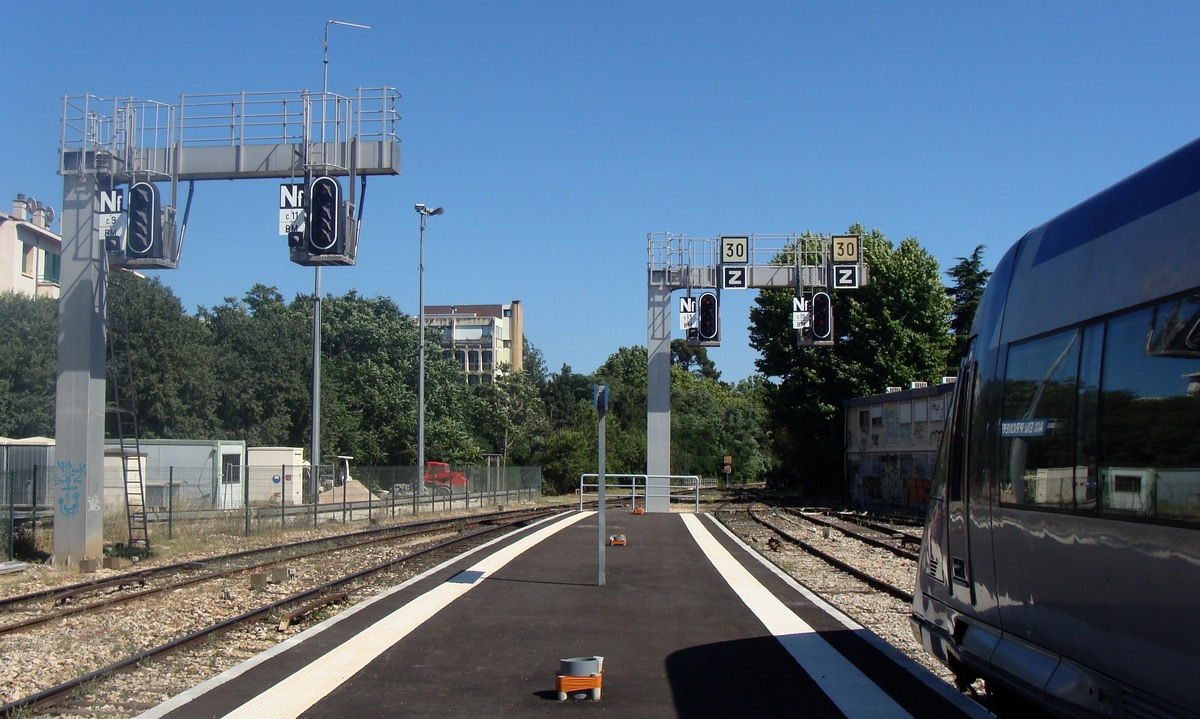
Après rénovation, les signaux de sortie de gare (côté Gardanne).
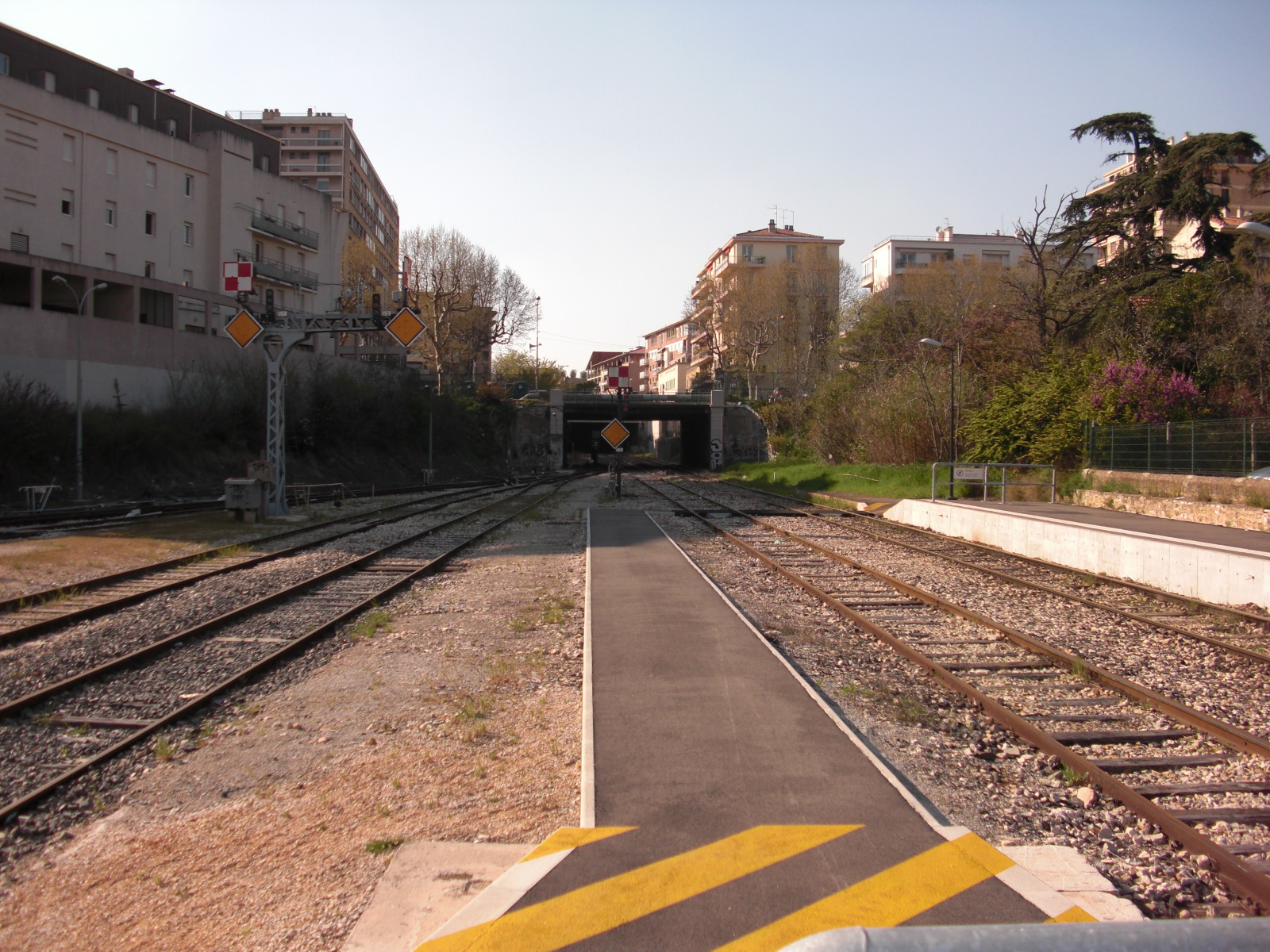
Les signaux mécaniques (avertissements et carrés).